# 1709年霜害
1709年霜害（Great Frost of 1709）是指1708年至1709年歐洲異常寒冷的冬季，也是歐洲歷史過去500年間最寒冷的冬季之一。 

## 概述
1709年1月5日夜間，威廉·德拉姆（William Derham）在英國倫敦附近的上敏斯特記錄了-12 °C（10 °F）的最低氣溫，這是他自1697年開始測量以來測量到的最低溫度。德拉姆在《自然科學會報》中寫道：“我相信1709年霜害比人類記憶中的任何其他冬季更寒冷。”
大北方戰爭期間，瑞典入侵俄羅斯因嚴冬而明顯減弱。在瑞典軍隊的冬季攻勢中，突如其來的冬季暴風雨和霜凍造成數千人死亡，一個晚上遠離營地地區造成至少2,000人死亡。由於俄羅斯軍隊對惡劣天氣做了更充分的準備，並謹慎地留在營地內，他們的損失大大減少，為他們第二年夏天在波爾塔瓦的最終勝利做出了巨大貢獻。
法國在冬季受到的打擊尤其嚴重，1710年底的飢荒估計造成60萬人死亡由於飢荒發生在西班牙王位繼承戰爭時期，當時法國的民族主義者聲稱1709年沒有餓死人。

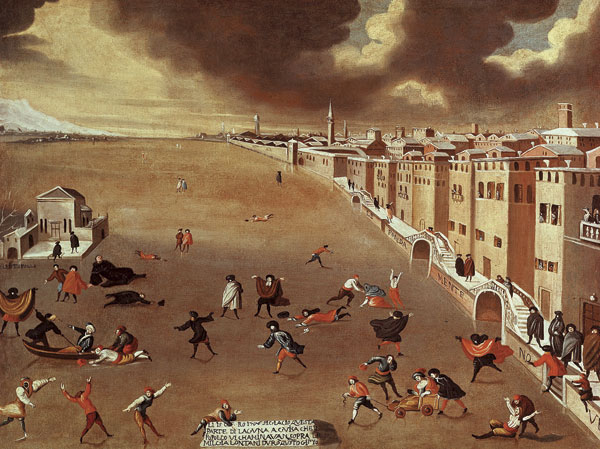
加布里埃萊·貝拉（Gabriele Bella）)創作的《1709 年的結冰潟湖》，描述義大利威尼斯1709年結冰的潟湖

這次冬季事件引起了歐盟千年計畫中現代氣候學家的注意，因為他們目前無法將當今歐洲寒冷天氣的已知原因與1709年記錄的天氣模式聯繫起來 )。桑德蘭大學丹尼斯·惠勒（Dennis Wheeler）表示：「當時似乎發生了一些不尋常的事情」。
嚴冬被認為是德國帕拉丁人從中歐移民的重要因素。
奧爾良公爵夫人伊莉莎白·夏洛特·德·巴伐利亞給德國的姑婆寫了一封信，描述她仍然凍得瑟瑟發抖，幾乎無法握筆，儘管她旁邊生著熊熊的爐火，門關著，她的身體也很虛弱。她寫道：「我一生中從未遇過這樣的冬天」。